# John Speccott (Politiker, um 1561)

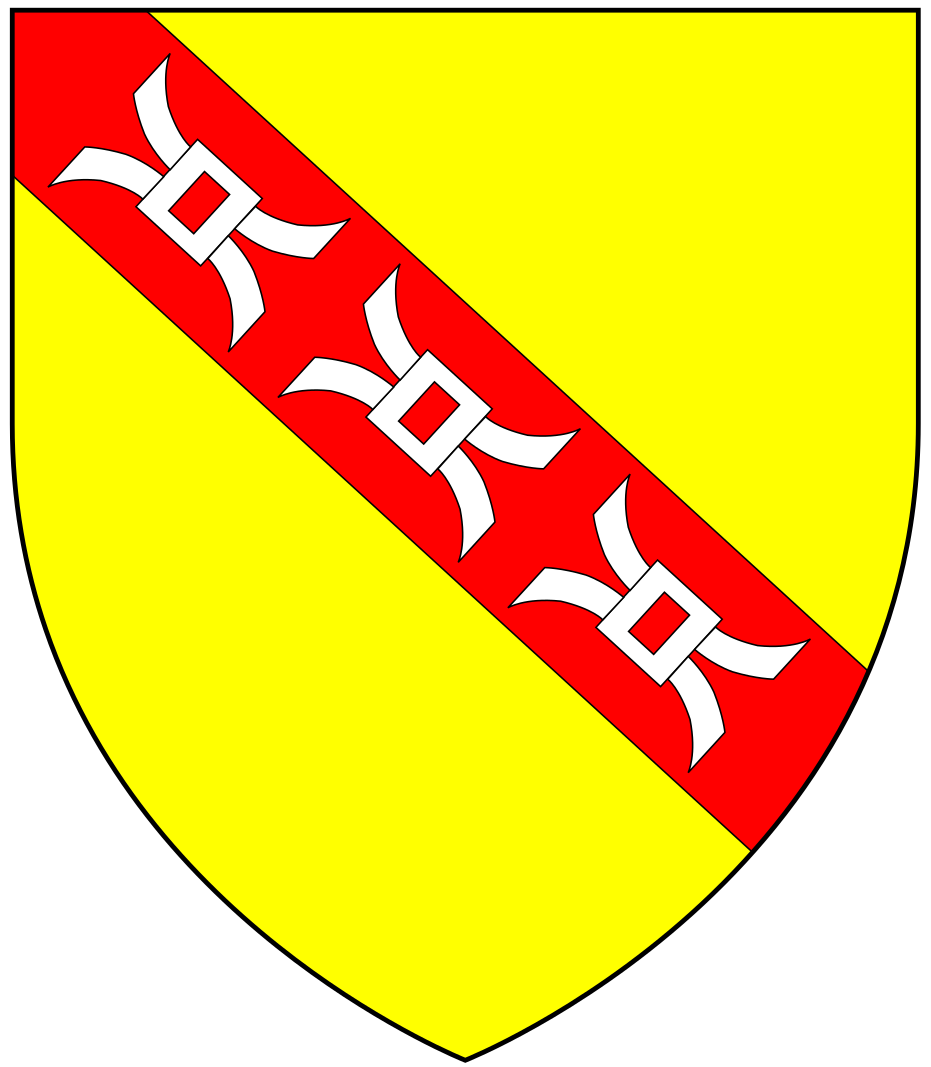
Wappen der Familie Speccott aus Merton

Sir John Speccott (* um 1561; † August oder September 1644) war ein englischer Adliger und Politiker, der einmal als Abgeordneter für das House of Commons gewählt wurde.

## Herkunft und Jugend
John Speccott entstammte der Familie Speccott (auch Specote), die sich nach dem gleichnamigen Gut bei Merton in Devon benannte, das seit dem 13. Jahrhundert im Besitz der Familie war. Speccott war der älteste Sohn von Humphrey Specote und dessen Frau Elizabeth Walter. Er besuchte 1581 das Oriel College in Oxford und studierte ab 1583 mindestens drei Jahre am Middle Temple in London. Nach 1602 beerbte Speccott seinen Vater.

## Politische Tätigkeit

### Mitglied des House of Commons
Speccott lebte nach seinem Studium anscheinend mindestens zeitweise in London, wo er 1591 wegen seiner Schulden belangt wurde. Vor 1604 übernahm er vermutlich das Erbe seines Vaters, wozu das Gut von Thornbury in Devon gehörte. In der Folge übernahm er mehrere lokale Ämter, darunter das Amt eines Friedensrichters für Devon. Am 2. Juni 1604 wurde er zum Ritter geschlagen. Bei der Unterhauswahl 1604 wurde er als Abgeordneter für das Borough St Mawes in Cornwall gewählt, was er vermutlich der Familie Mohun, der Familie seiner zweiten Frau zu verdanken hatte. Im House of Commons war Speccott, der wahrscheinlich Puritaner war, Mitglied in mehreren Ausschüssen, die sich mit religiösen Belangen befassten. Er geriet aber auch mit Sir Thomas Browne, der ebenfalls Friedensrichter in Devon war, in einen handfesten Streit. Deshalb musste er sich im Februar 1606 vor einem Unterhausausschuss und vor der Star Chamber verantworten, wobei das Ergebnis nicht bekannt ist. Speccott nahm an den vier Sitzungsperioden des Parlaments bis 1610 teil, doch bei der nächsten Unterhauswahl 1614 und bei den folgenden Wahlen kandidierte er offenbar nicht erneut. Stattdessen diente er von 1614 bis 1615 als Sheriff von Devon.

### Weitere politische Tätigkeit in Südwestengland
Durch Zukäufe konnte Speccott seine Besitzungen erheblich vergrößern. 1620 erwarb er Penheale Manor bei Egloskerry in Cornwall, wohin er bis 1629 seinen Wohnsitz verlegte, dazu erwarb er ein Gut in North Petherwin in Devon. Durch sein Gut in Cornwall konnte er dort von 1622 bis 1623 das Amt des Sheriffs ausüben, dazu gelang es ihm, seine beiden Söhne Peter und Paul bei den Unterhauswahlen erfolgreich als Kandidaten in mehreren Boroughs zu nominieren. Zwar scheiterte die Wahl seines Schwiegersohns Thomas Williams bei der Unterhauswahl 1626, doch dafür wurde bei der Wahl von 1628 sein Neffe Piers Edgcumbe gewählt. Als Puritaner weigerte sich Speccott ab 1626, dem Rektor von Merton den Zehnten zu zahlen. Als alter Mann unterstützte er zu Beginn des Englischen Bürgerkriegs 1642 das Parlament gegen den König. Als königliche Truppen nach Devon vorrückten, musste er daraufhin nach Plymouth flüchten, das der wichtigste Stützpunkt der Parlamentsanhänger in Südwestengland war. Er starb vor dem erfolgreichen Gegenangriff der Parlamentstruppen.

## Ehen und Nachkommen
In erster Ehe hatte Speccott Elizabeth Edgcumbe geheiratet, eine Tochter von Peter Edgcumbe. Mit ihr hatte er zwei Söhne und eine Tochter:
- Peter Speccott (um 1595–1655)
- Paul Speccott (um 1600–1644)
- Anna Speccott ⚭ Thomas Williams

Nach dem Tod seiner ersten Frau heiratete er vor 1620, vermutlich wesentlich früher, Jane Mohun, eine Tochter von Sir William Mohun aus Hall in Cornwall. Mit ihr hatte er einen Sohn und eine Tochter. In dritter Ehe heiratete er am 20. Februar 1629 Emeline, eine Tochter von Thomas Trosse und Witwe von Christopher Wise († 1628) aus Totnes. Die Ehe blieb kinderlos.
Nach seinem Testament, das er 1641 aufgesetzt hatte, wollte er in einem schlichten Begräbnis in Thornbury beigesetzt werden. Den Großteil seiner Besitzungen hatte er bereits zuvor schon zwischen seinen beiden ältesten Söhnen aufgeteilt.